# 福斯-卡兰达
福斯-卡兰达，是西班牙阿拉贡自治区特鲁埃尔省的一个市镇。总面积38平方公里，总人口257人（2001年），人口密度7人/平方公里。